# Jánosdeák család
Nemespanni Jánosdeák család Nyitra vármegyei és Verebélyi széki nemesi család.

## Története
Nemespanni birtokos család volt, de 1570-ben Nagycétényben szerepelt a török adóösszeírásokban Jánosdiák Benedek, fia Pétör és fia Jakab. 1622-ben Nyitra vármegyében Jánosdeák János szerzett nemeslevelet.
1669-ben Szelepcsényi György érsek Névery Miklósnak és Hamar Andrásnak adományozta az örökös nélkül elhunyt Jánosdeák Pál nemespanni örökös és zálogos jószágát. Nemespannon lakó Bogyó István és Bíró István a garamszentbenedeki konvent embere és a királyi ember általi beiktatáskor ellentmondtak, majd visszakoztak és újból az érsekhez folyamodtak. 1671-ben Néveren Névery Miklós örökös nélkül lévén Hamar Andrásnak adta örökbe az említett jószág felét. Ennek ellenére Jánosdeák Jakab még szerepel az 1683-as párkányi csatában elesett nemespanniak névsorában. A család minden bizonnyal férfi ágon a 17. században kihalt.
Hasonló családnévvel Gömörben élő család 1592-ben szerzett armálist. Azon család leszármazottai máig élnek.

## Neves személyek
- Jánosdeák Jakab a párkányi csatában elesett hősi halott